# Muret-le-Château
Muret-le-Château is een gemeente in het Franse departement Aveyron (regio Occitanie) en telt 280 inwoners (2004). De plaats maakt deel uit van het arrondissement Rodez.

## Geografie
De oppervlakte van Muret-le-Château bedraagt 14,6 km², de bevolkingsdichtheid is 19,2 inwoners per km².

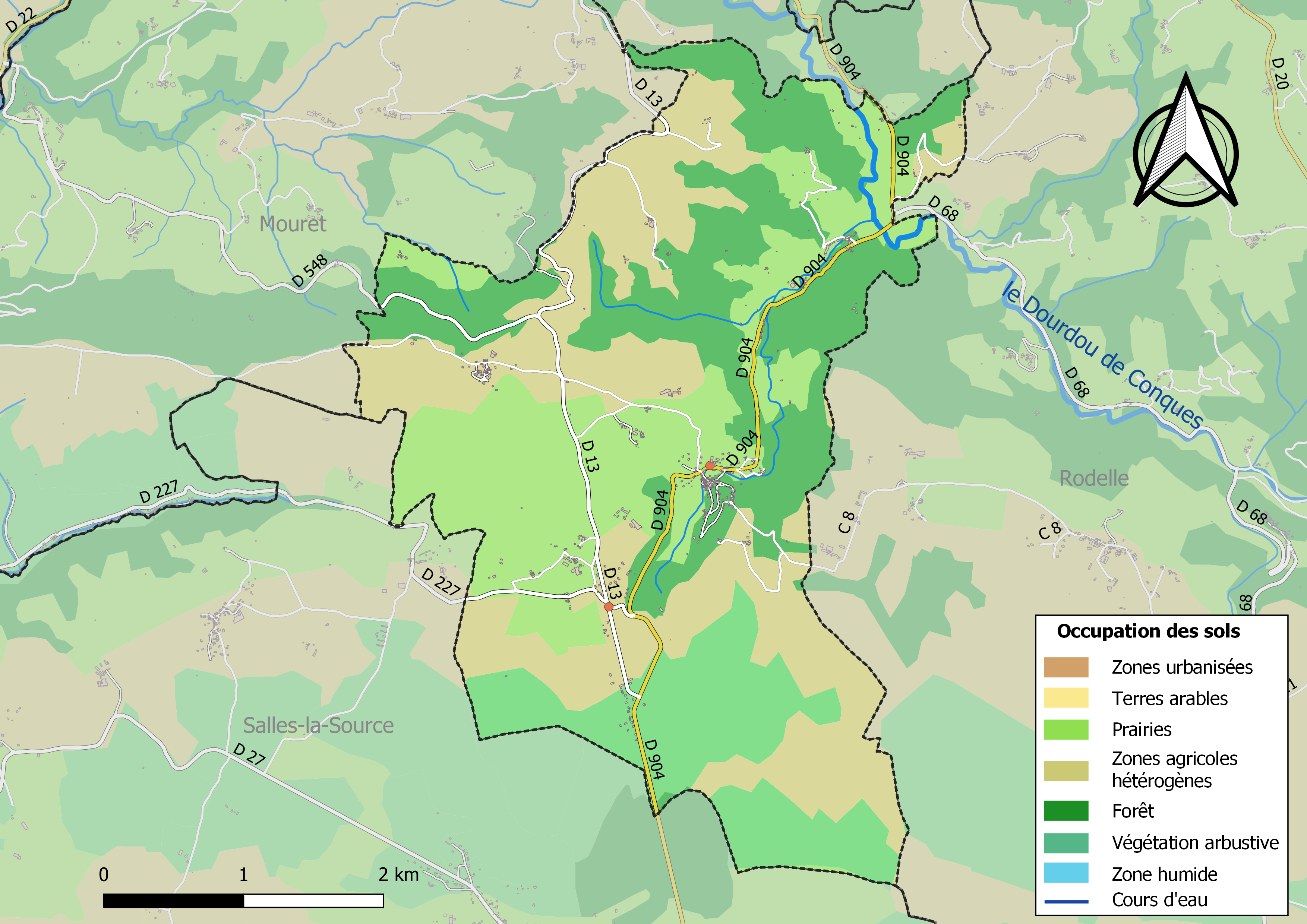
Kaart van de gemeente met de belangrijkste infrastructuur, bodemgebruik en omliggende gemeenten

## Demografie
Onderstaande figuur toont het verloop van het inwonertal (bron: INSEE-tellingen).

Vanwege een beveiligingsprobleem met de MediaWiki Graph-software is het momenteel niet mogelijk deze grafiek weer te geven. Zodra de software is bijgewerkt zal de grafiek vanzelf weer zichtbaar worden.

## Afbeeldingen

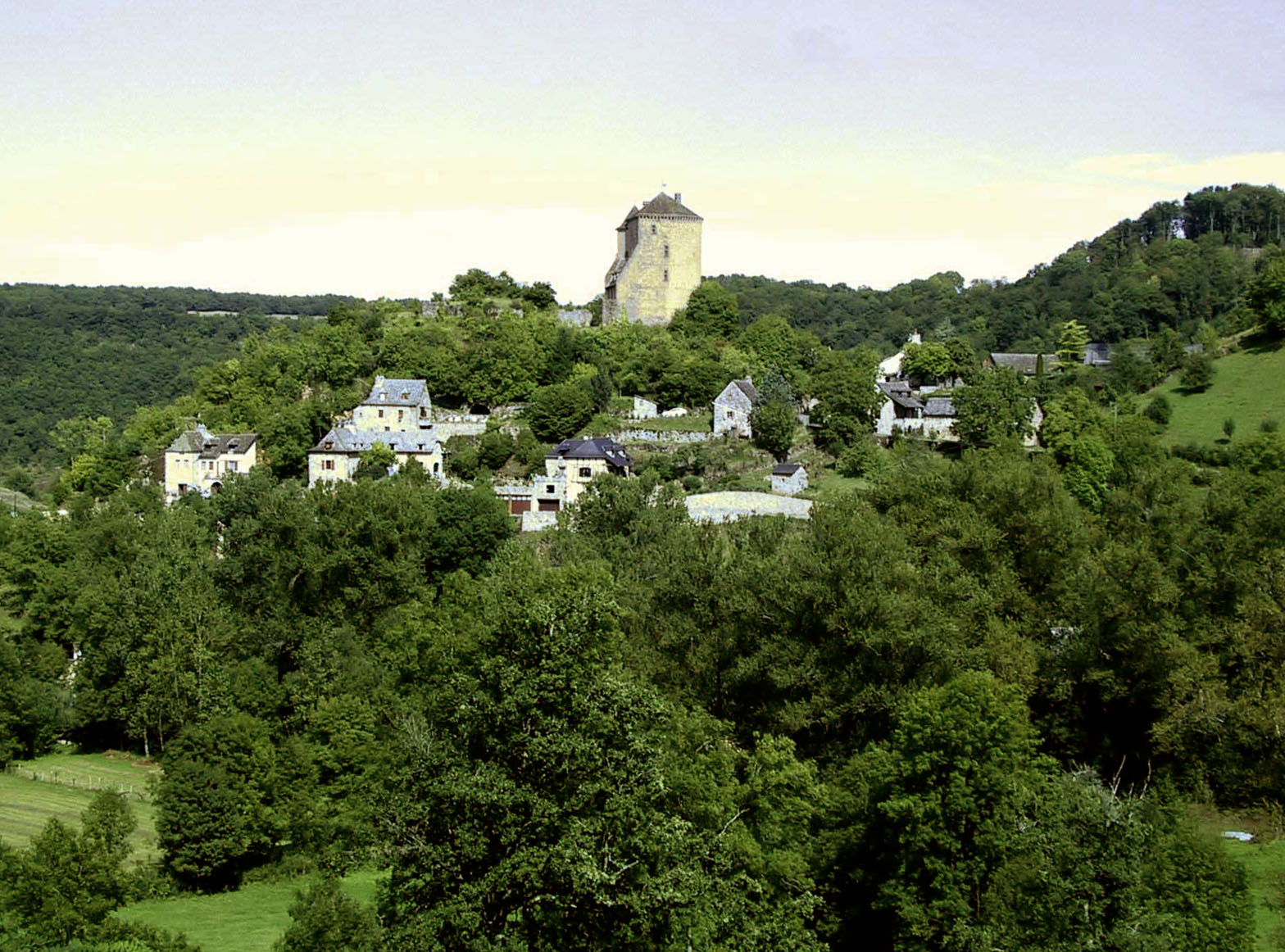
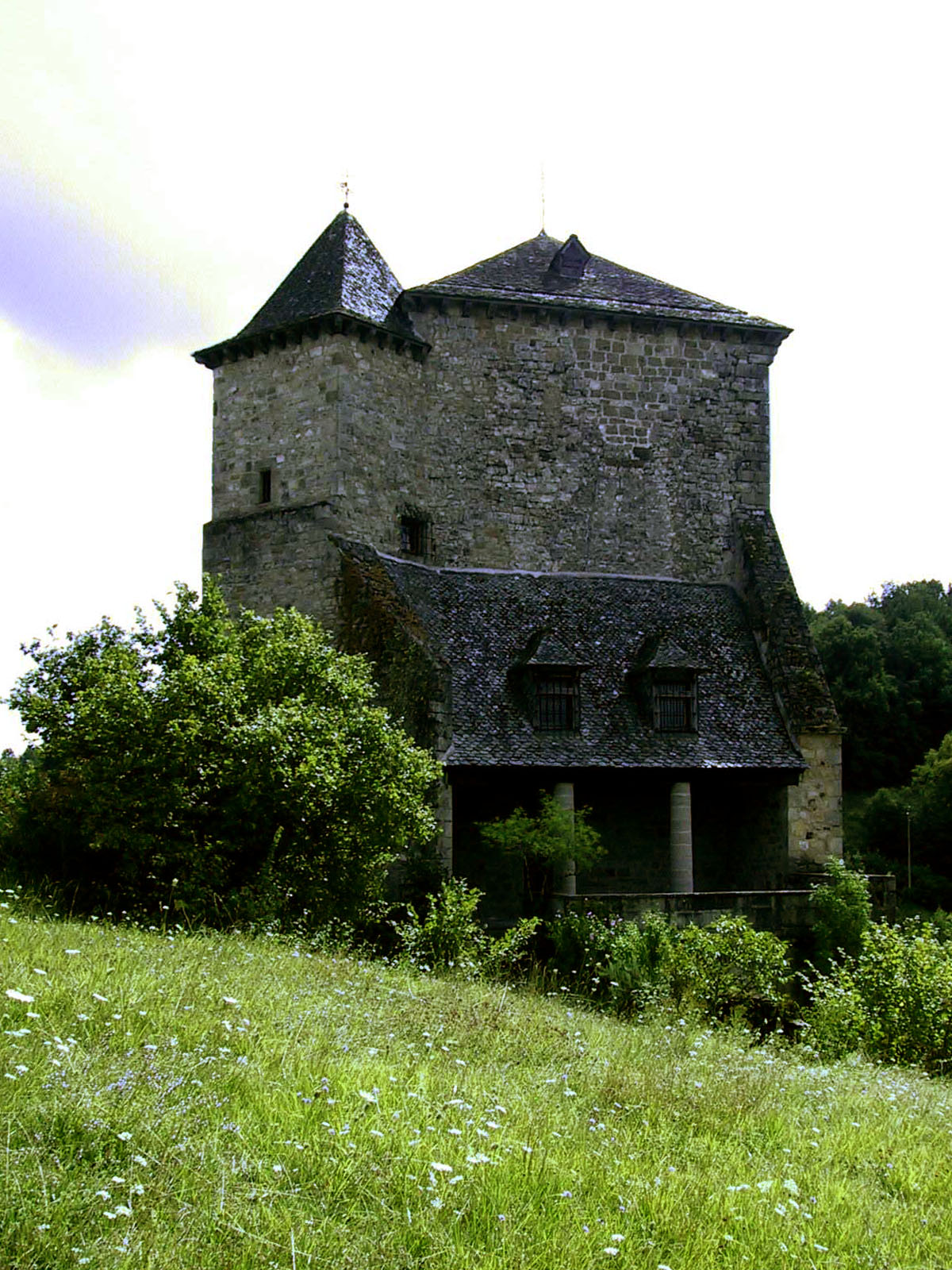